# Péchabou
Péchabou (em occitano:  Pujabon) é uma comuna francesa na região administrativa da Occitânia, no departamento do Alto Garona. Estende-se por uma área de 3.57 km², com 2.341 habitantes, segundo o censo de 2018, com uma densidade de 660 hab/km².